# Caledonia Investments
La Caledonia Investments plc è una società fiduciaria britannica con sede a Londra, quotata dal 1960 nella borsa valori di Londra. Ha assunto il nome attuale nel 1981. Investe attivamente in 30-40 società contemporaneamente. Caledonia Investments è un fondo di investimento autogestito: prende partecipazioni significative in azioni quotate, società private e fondi adottando un approccio di investimento a lungo termine, con una prospettiva globale. David Stewart è il presidente e Will Wyatt l'amministratore delegato.

## Storia
La Caledonia Investiments era stata incorporata nel 1928 come Foreign Railways Investment Trust Ltd. Fu acquisita dalla famiglia Cayzer nel 1951 per mantenere i loro diversi interessi e venne rinominata Caledonia Investments Ltd. Nel 1955 la Caledonia incorporò gli interessi della famiglia Cayzer nella British & Commonwealth Shipping Co. Ltd, sorta dalla fusione della Clan Line (iniziata dalla famiglia Cayzer nel 1881) e la Union-Castle Line. Nel 1960 la società fu quotata nella borsa valori di Londra e, nel 1981, assunse il nome attuale, Caledonia Investments PLC. 
Dopo aver venduto l'holding della British & Commonwealth nel 1987, la Caledonia Investmenst è diventata una società fiduciaria d'investimenti e la famiglia Cayzer è ancora coinvolta nell'amministrazione della società.